# Tullinge gård

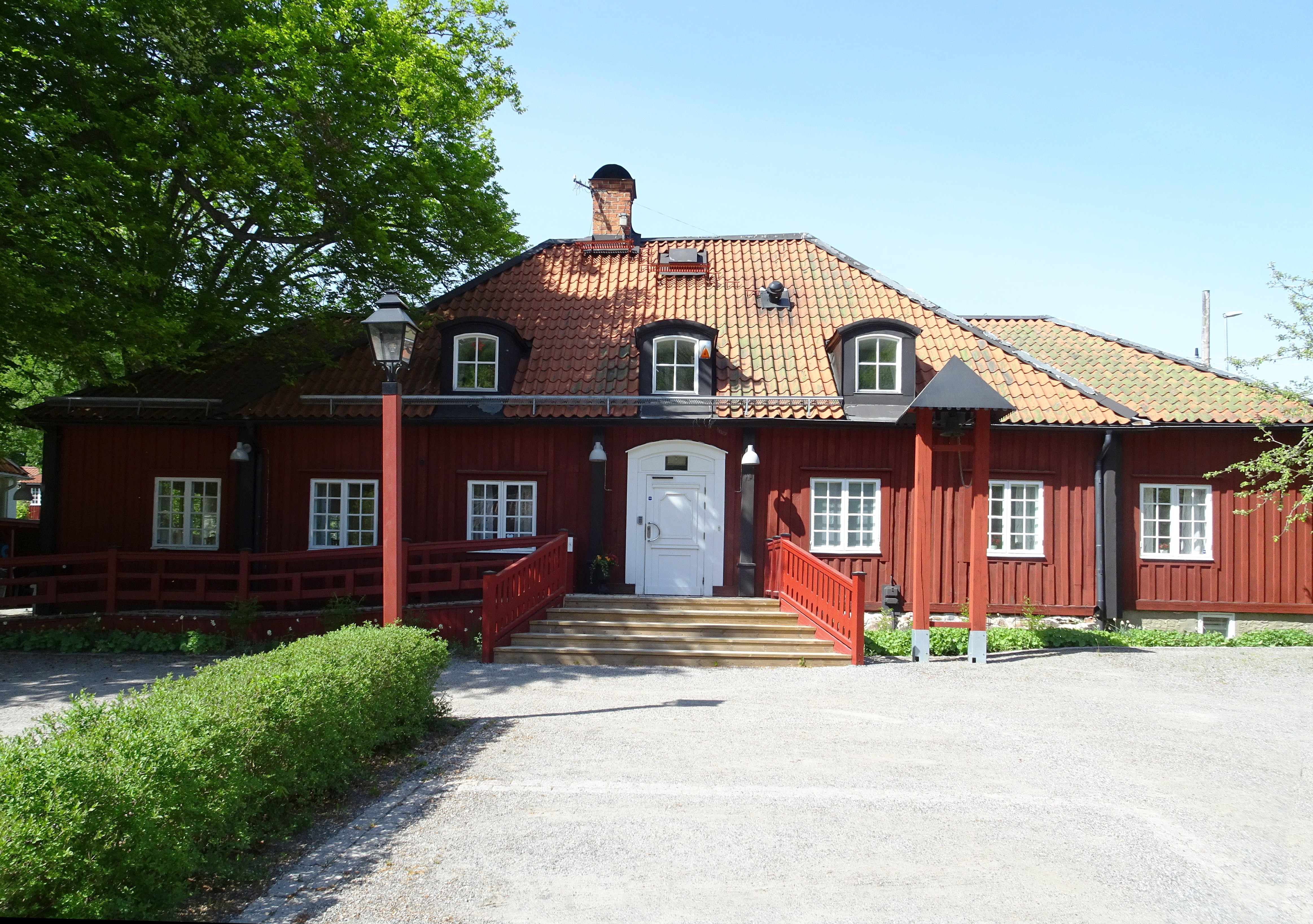
Nordöstra flygeln, nuvarande huvudbyggnad i maj 2018.

Tullinge gård är en herrgård och tidigare säteri i kommundelen Tullinge i Botkyrka socken i Botkyrka kommun. Huvudbyggnaden från 1600-talet brann ner i februari 1943. Idag återstår fyra flygelbyggnader från olika tidsepoker. Sedan år 2005 ägs Tullinge gård av Botkyrka församling som har sin verksamhet här.

## Namnet
Gårdsnamnet Tullinge skrevs 1353 þulunge. Detta kan härledas från det runsvenska mansnamnet þuli eller från forngermanska þula som står för "höjd". Eftersom Tullinge ligger påfallande högt i förhållande till omgivningen, så kan namnet tolkas som "höjdbor". Den 26 maj 1353 omtalas bonden Clauus i þulunge som skulle göra ett jordbyte.

## Historik

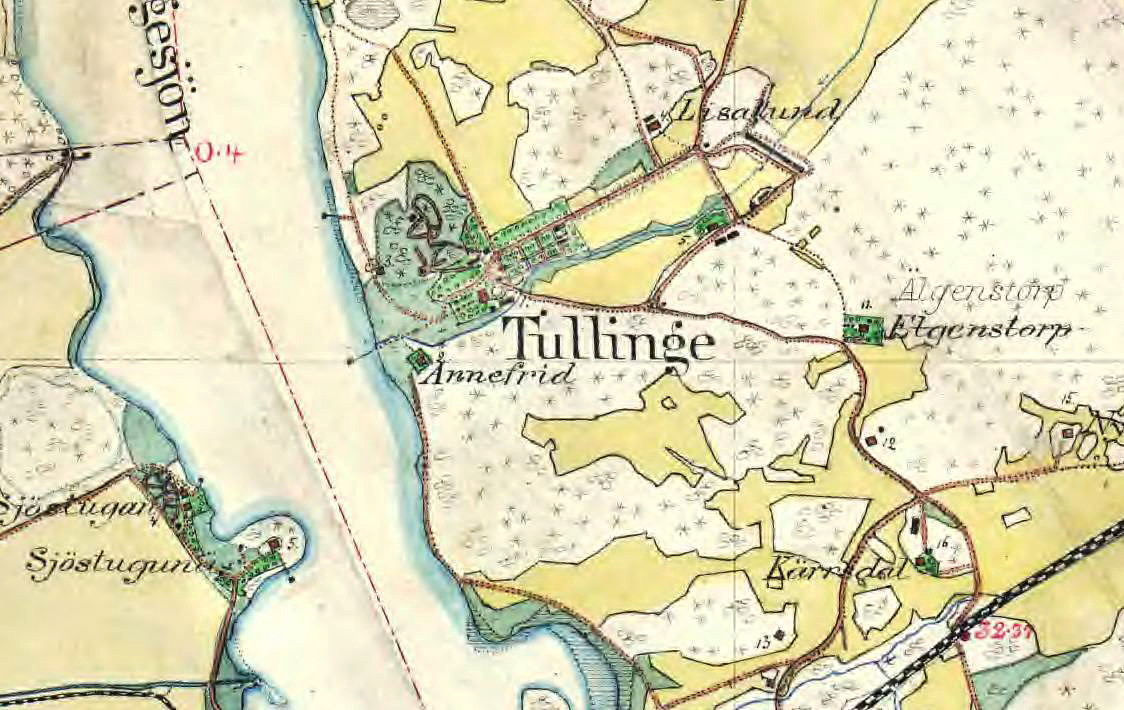
Tullinge gård omkring 1900.

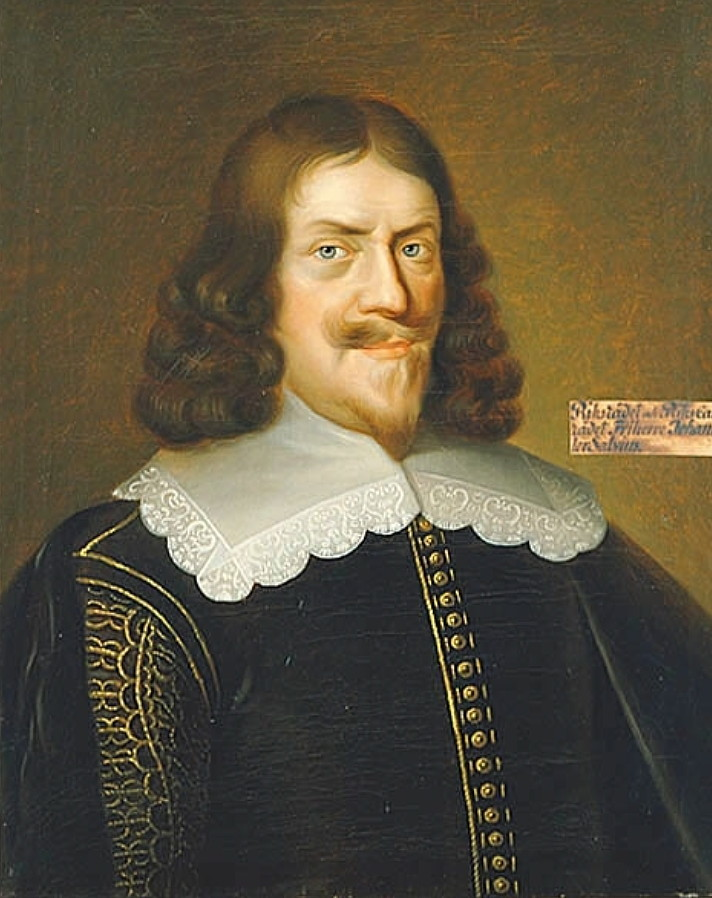
Johan Adler Salvius.

I början av 1600-talet var Tullinge en by med tre gårdar. Två av dem förvärvades år 1630 av häradshövdingen Johan Adler Salvius från den franskfödde översten Adam Richard de la Chapelle. Den tredje gården fick Salvius av kronan som belöning för sina stora insatser som förhandlare efter 30-åriga kriget, vilka ledde fram till den för Sverige så gynnsamma westfaliska freden 1648. Tullinge blev en av hans sätesgårdar. Han ägde bland annat Balingsta gård och några gårdar i Tyskland och Finland. Tullinge stannade inom Salvius släkt fram till 1722 då det köptes av rådmannen Jesper Stenort. 
Bland senare ägare märks grosshandlaren Anders Tottie (1739–1816), som innehade egendomen 1777–1784 och von Francken efter 1807. På 1860-talet var Oscar Abrahamsén ägare. Han bedrev en omfattande mjölkproduktion på Tullinge. Nästa ägare var byggmästaren Magnus Elfling och därefter bokförläggaren Frans Beijer som innehade Tullinge mellan 1883 och 1900. Efter en omfattande konkurs sålde han Tullinge.
I likhet med så många andra gårdar i Stockholms närhet började kring sekelskiftet 1900 även Tullinges marker exploateras för villabebyggelse. Drivande kraft var Tullinge AB som tillträdde 1905. Som ägare till bolaget uppges Jakob Tegnér, gift med sångförfattaren Alice Tegnér. Tomterna var stora och såldes främst till välbärgade Stockholmare. Den nybyggda Tullinge station underlättade resan. Byggnadsingenjören Ragnar Claesson övertog Tullinge gård 1921. Han och hustrun Elsa betydde mycket för Botkyrka församling och för själva gården. Makarna Claesson donerade gårdens engelska park för att möjliggöra bygget av Tullinge kyrka, som invigdes 1958, två år efter Ragnar Claessons död. 
År 1967 förvärvades Tullinge gård med tillhörande 100 hektar mark för 2,1 miljoner kronor av Botkyrka kommun. Efter några år började Botkyrka församling hyra lokaler i gården för sin verksamhet. År 2005 köpte slutligen Botkyrka församling samtliga fyra byggnader och lät utföra viss renovering.

## Bebyggelsen

### Huvudbyggnaderna

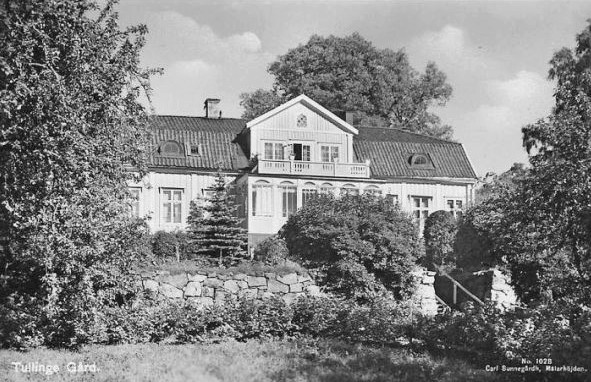
Gamla huvudbyggnaden på 1930-talet.

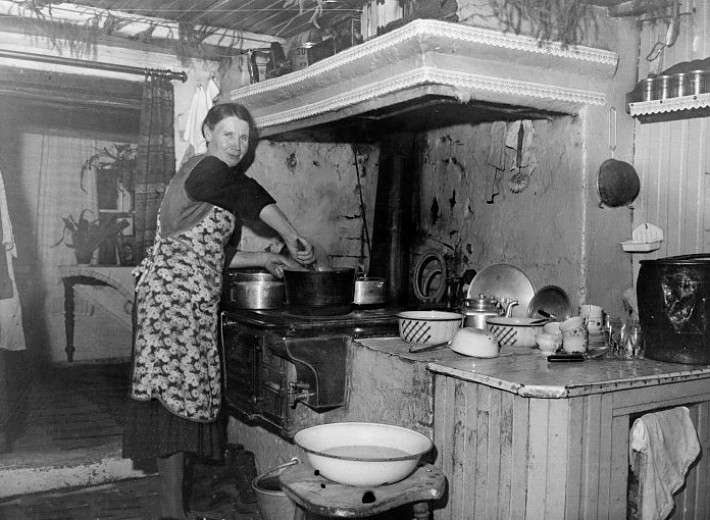
Köket i Kästadal, 1935.

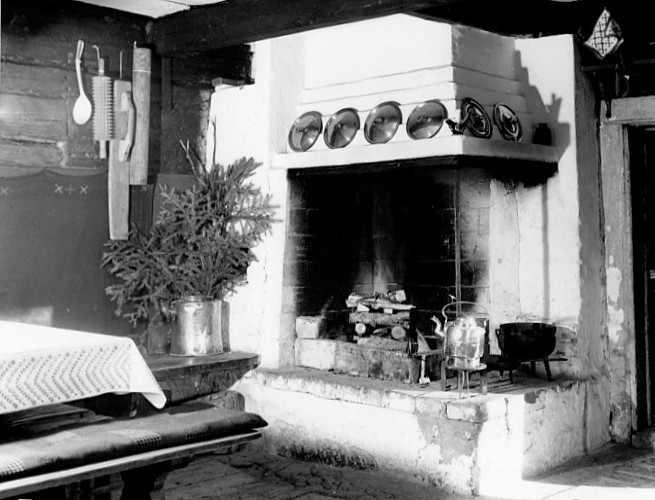
Köket i Trädgårdstorp, 1962.

Gårdsbebyggelsen bestod ursprungligen av corps de logi med en trädgårdspark i väster och den engelsk parken i norr som båda sträckte sig ner till Tullingesjön. Huset härrörde från 1600-talet och Johan Adler Salvius tid. Det var ett trähus med 30 rum under ett valmat sadeltak. Byggnaden brann ner till grunden den 13 februari 1943 och återuppbyggdes aldrig. Vid den tiden ägdes Tullinge gård av Ragnar Claesson. Efter branden blev en av flygelbyggnaderna familjen Claessons nya huvudbyggnad. Kvar efter den ursprungliga huvudbyggnaden är en stödmur av gråsten (den tidigare grunden) mot parken i väster.
I öster flankerades den gamla huvudbyggnaden av fyra fristående flyglar. Närmast i söder står den så kallade Kungsstugan som har sitt namn efter kungen Fredrik I som enligt traditionen skall ha nyttjat byggnaden vid jakter i trakten. Kungsstugan är en ljusputsad stenbyggnad med pyramidtak och källarvalv från 1600-talet. I Kungsstugan bodde skalden Gustaf Fröding under åren 1907–1908, när hans dåvarande hem Gröndal på Djurgården renoverades. Frödings bodde här tillsammans med sin privatsjuksköterska Signe Trotzig och kokerskan Lotten Johansson. Erik Axel Karlfelt och Albert Engström var återkommande gäster på Tullinge under denna tid. Även målaren Richard Bergh besökte skalden ofta för att göra studier för sitt stora Frödingporträtt.
Mittemot står gården nyaste byggnad (uppförd på 1940-talet), kallad Claessonpaviljongen som byggdes på initiativ av Ragnar Claesson och fick samma utseende som Kungsstugan. Där har kyrkan viss ungdomsverksamhet. Yttre södra flygeln är ett panelat och rödmålat trähus med brant, valmat sadeltak och stomme från 1600-talets början. Byggnaden kallas Tegnérpaviljongen efter Alice Tegnér som bodde här periodvis. Hon var under en tid privatlärare hos dåvarande ägaren Frans Beijer och träffade även genom honom sin blivande make Jakob Tegnér som var bror till Beijers hustru Anna. Familjen Tegnér flyttade 1912 till närbelägna Villa Kikut som maken Jakob lät bygga.
Huset är numera ombyggt för att kunna ta emot kyrkans barn- och ungdomsverksamhet. Mittemot på norra sidan om gårdstunet märks nuvarande huvudbyggnad från 1700-talet och med ungefär samma utseende som Tegnérpaviljongen, men tillbyggd på båda kortsidorna. Byggnaden kallas Adler Salviuspaviljongen och är kyrkans församlingshem.

### Torp
Under Tullinge lydde flera torp, bland dem Liselund, Älgenstorp, Nyängen, Gröndal och Kärrdal i södra delen samt Trädgårdstorp, Mellanberg, Skogstorp och Dymmelkärr i norra delen av Tullinges ägor. 
- Kästadal från 1600-talet ligger längst i norr, nära gränsen till Huddinge socken och var ett av Tullinges dagsverkstorp. Byggnaden hör idag till de äldsta bevarade torpen i Botkyrka kommun.[3] Kästadalsvägen i Botkyrka och Huddinge är uppkallad efter torpet.

- Trädgårdstorp var också ett dagsverkstorp som omnämns första gången 1656 då riksrådet och friherren Johan Adler Salvius ägde Tullinge. I början av 1960-talet fick Botkyrka Hembygdsgille köpa Trädgårdstorp med löften om att fortsätta arbetet med att bevara torpet för framtiden. Botkyrka Hembygdsgille har sedan dess utvecklat området och flyttat några kulturhistorisk intressanta byggnader hit. Gillet har sitt hemvist i logen och organiserar bland annat valborgsmässoafton, midsommarfirande och julmarknad på festplatsen.[4] Trädgårdstorpsvägen i Tullinge är uppkallad efter torpet.

- Dymmelkärr finns omnämnt i husförhörslängder för Botkyrka först 1863. Det byggdes efter det att kärr- och sankmarkerna dikats ut. Torpet var bebodd till början av 1920-talet och revs omkring 1922.[5]

- Skogstorp kallades tidigare  Söderänsstugan och redovisas på häradskartan från 1690-talet och i husförhörslängder. I husförhörslängder från 1760 kallas stället Skogstorp. Byggnaden brann ner före 1920 och återuppfördes som Nytorp.[6]

- Älgenstorp (även Elgenstorp) hette ursprungligen Helges torp. En period bodde här författarinnan Anna Maria Roos. Hon skrev läseböcker Sörgården och I Önnemo som de flesta svenska skolbarn lärde sig läsa med under första halvan av 1900-talet. Torpet är numera ombyggt till modern villa.

## Bilder

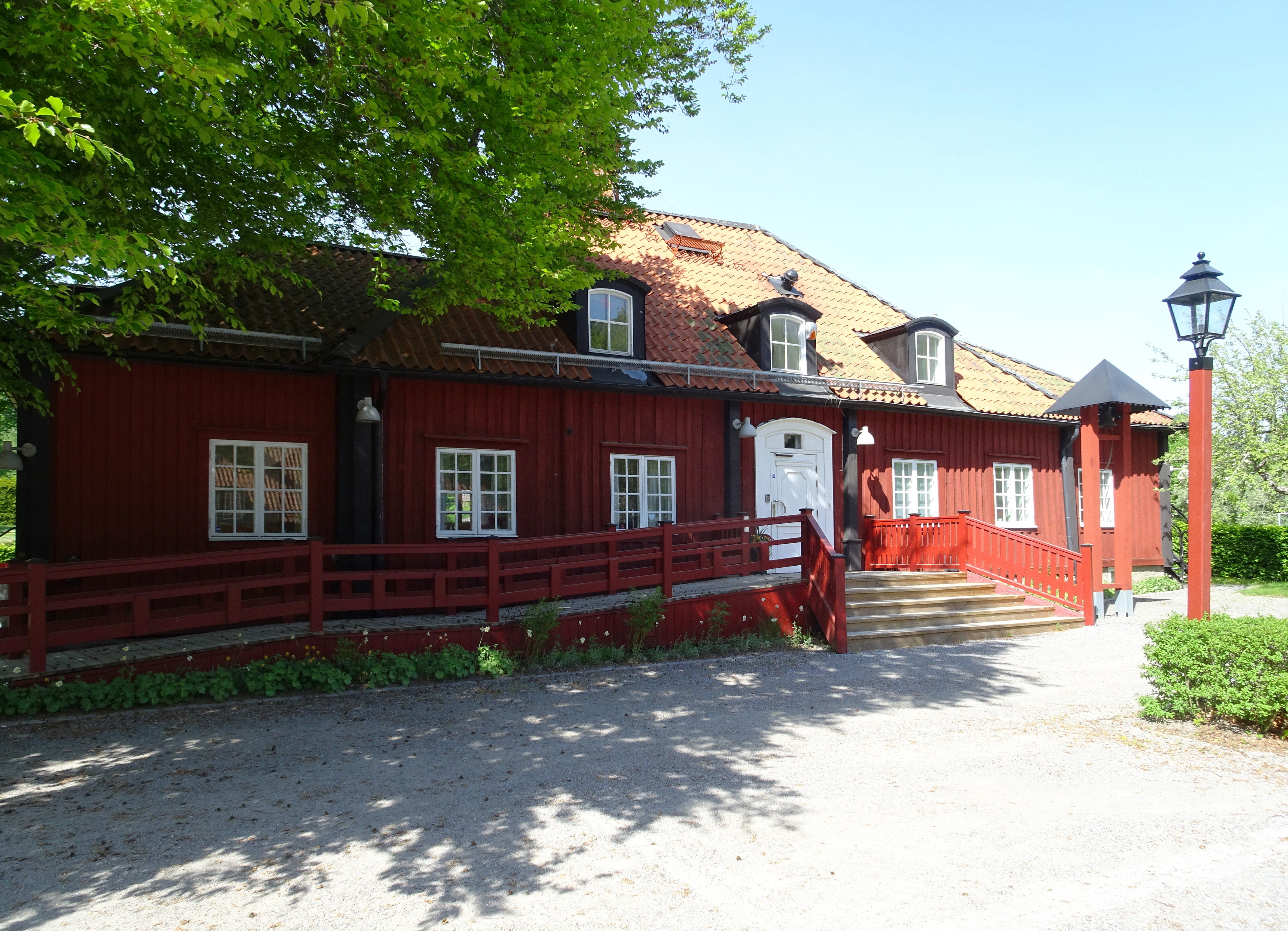
Adler Salviuspaviljongen
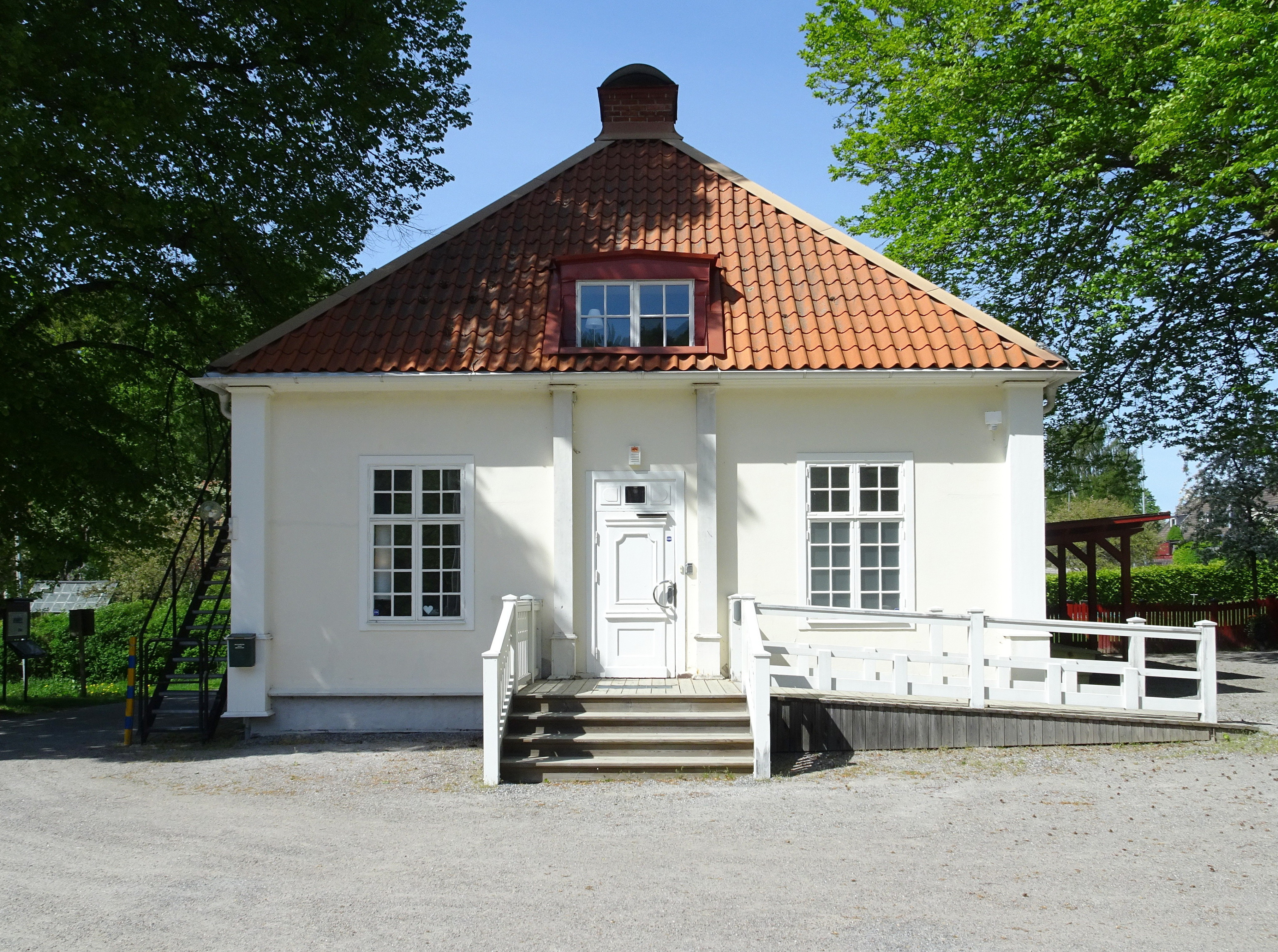
Claessonpaviljongen
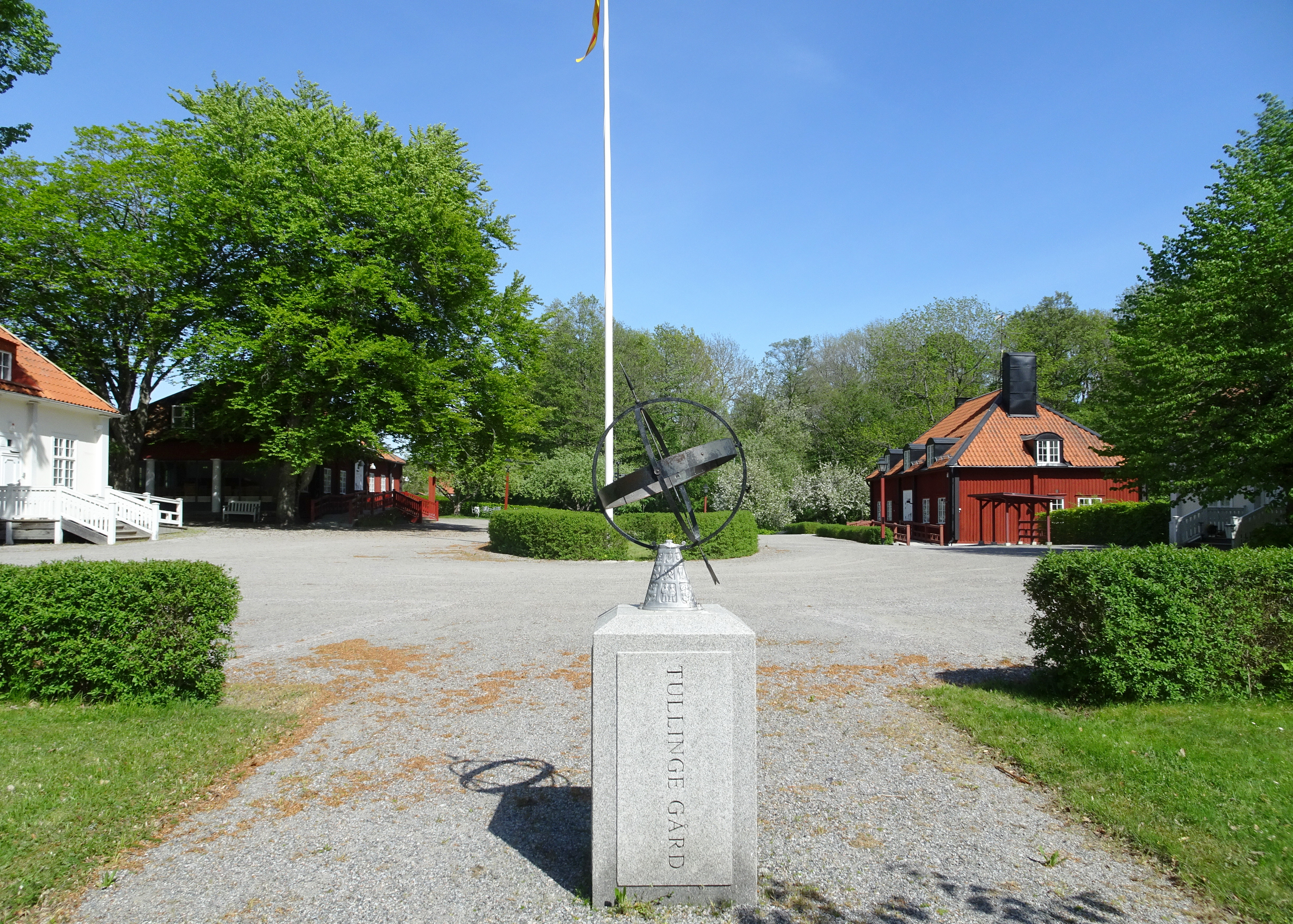
Gårdsplan från söder
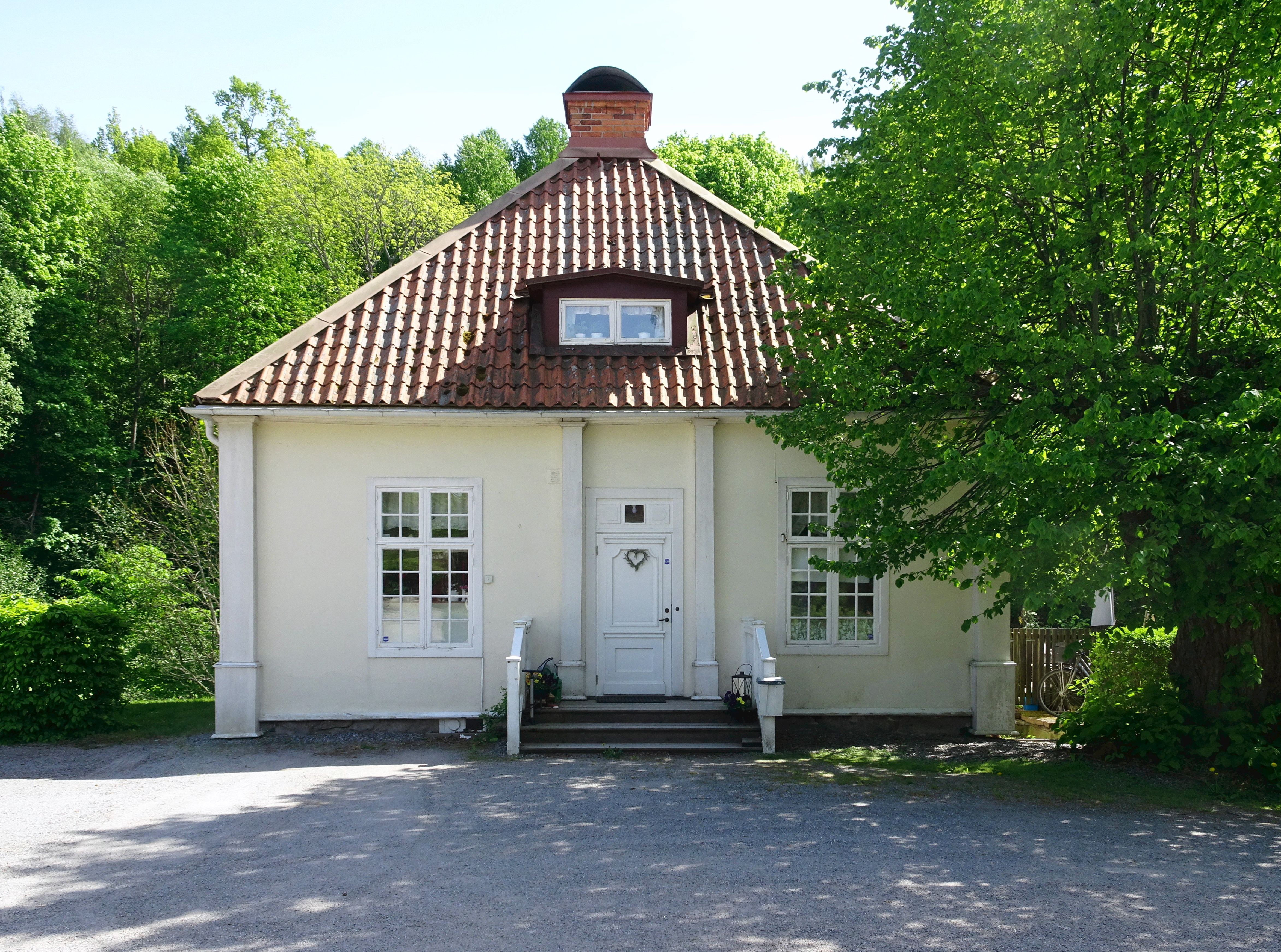
Kungsstugan
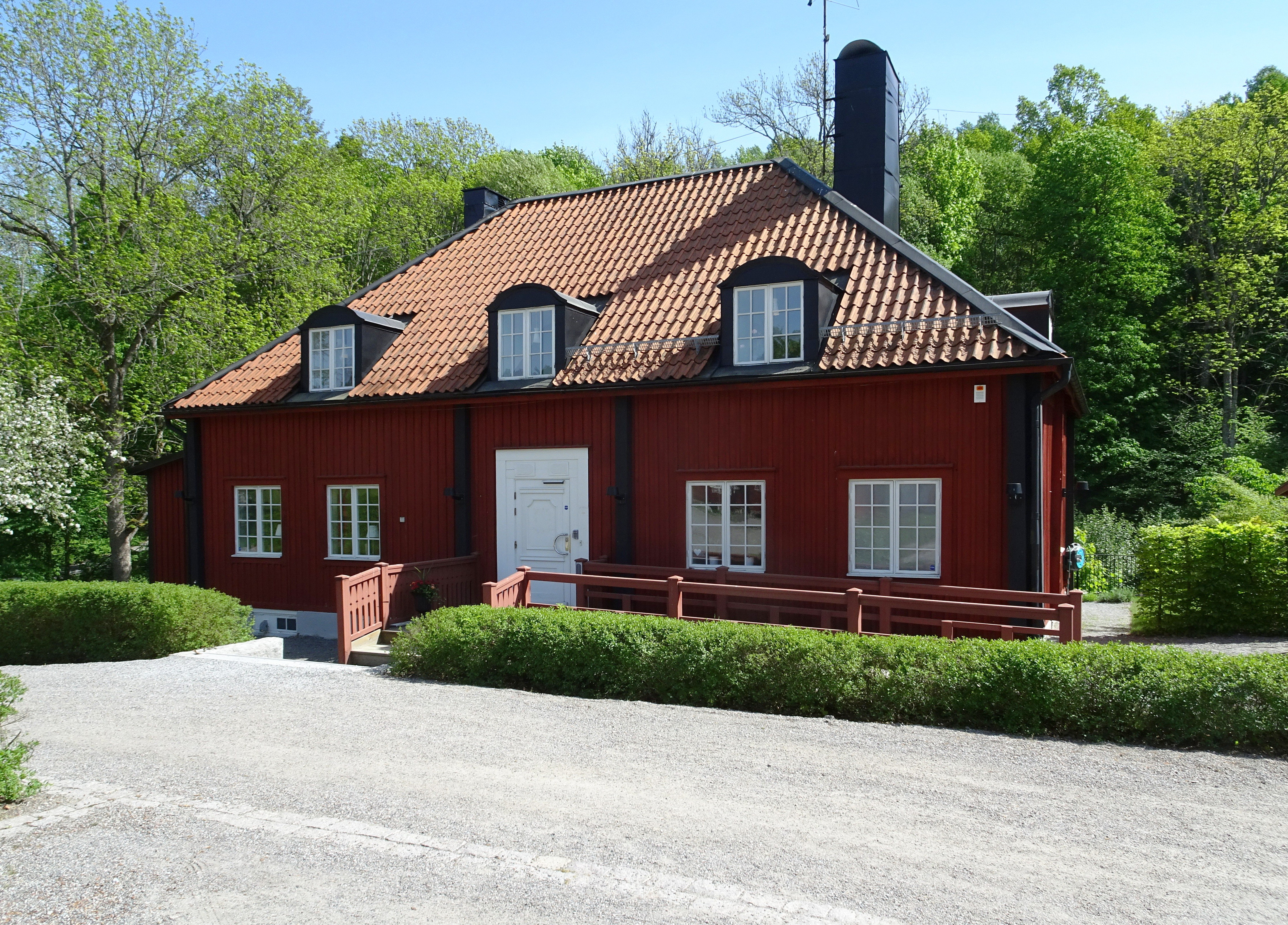
Tegnérpaviljongen